# Hotel Zabalgoitia
La casa Zabalgoitia, sita en Arceniega (Provincia de Álava, España) es un inmueble construido en 1906 por Juan Zabalgoitia, un indiano nacido en Arceniega en 1861 que hizo fortuna en México en el negocio de la ganadería. El proyecto corresponde al arquitecto Mario Camiña, figura destacada del modernismo en Vizcaya, especialmente dentro de la variante del secesionismo vienés, corriente a la que pertenece este edificio, como uno de sus máximos exponentes en el País vasco.

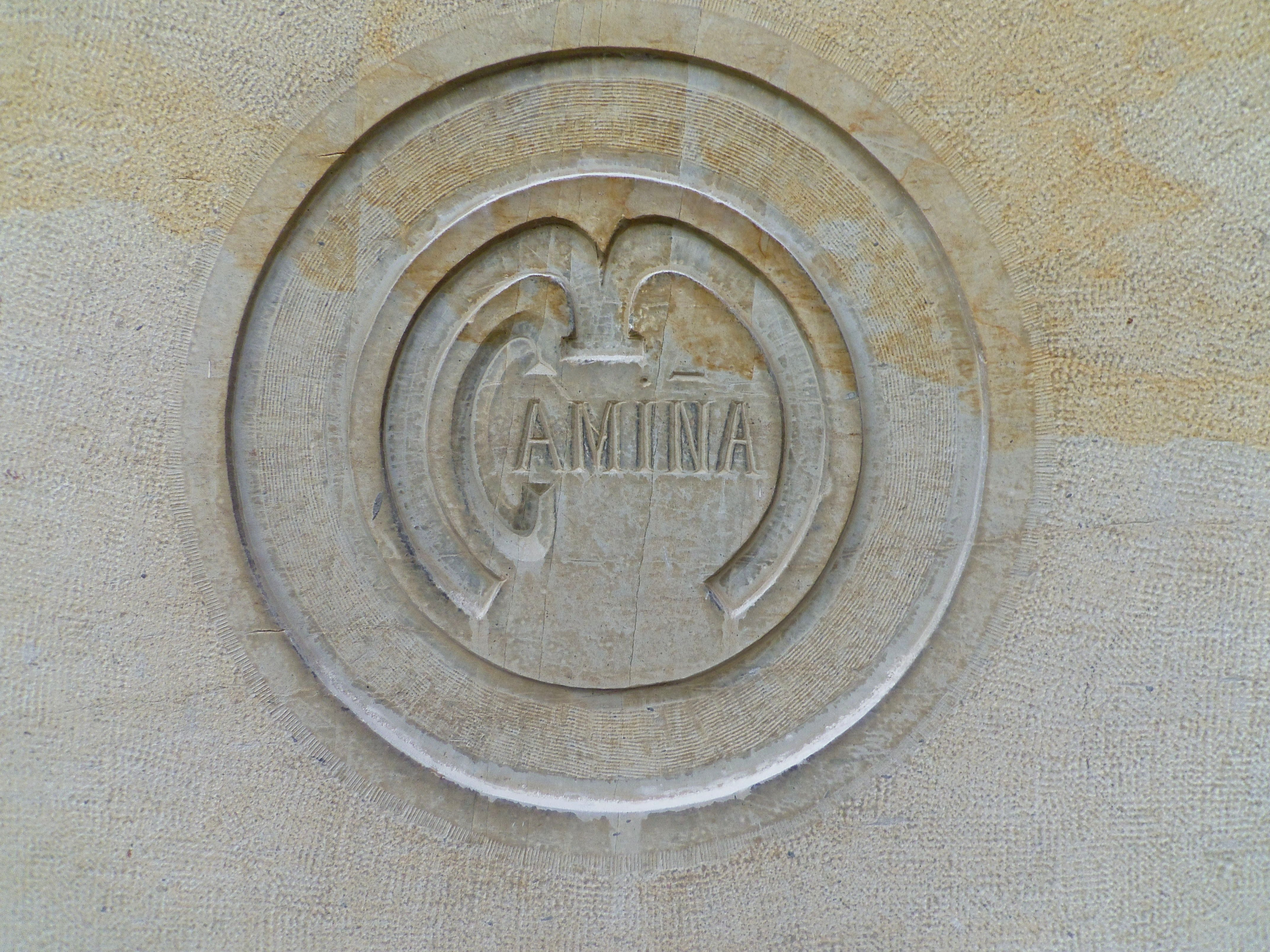
Logotipo del arquitecto Mario Camiña presente en la fachada del hotel Zabalgoitia

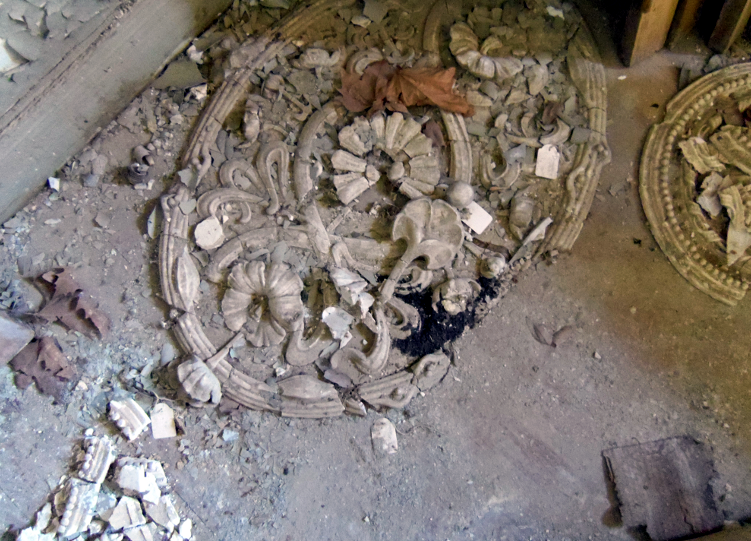
Escayolas del hotel Zabalgoitia

## Descripción
El volumen de la casa parte de una planta rectangular de 21 metros de frente, por 15 de fondo, que se levanta hasta unos 11 metros de altura, aproximadamente. De este volumen sobresalen, por tres de sus caras, otros tantos volúmenes centrados, que remarcan los ejes principales de la planta. Estos volúmenes son diferentes en cada caso: en la fachada principal (SW) y en la lateral (SE) son más potentes y con mayor proporción de vano, a modo de miradores, en consonancia con la orientación más soleada; y en la trasera (NE) tiene menor presencia y los vanos son menores. Estos volúmenes sobresalientes, no tienen carácter de construcciones adosadas, ya que se da una continuidad de materiales y de elementos de composición de la fachada. Todo ello se cubre por medio de una compleja cubierta de acusados aleros, que parte de una cubierta a cuatro aguas, a la que se le suman los faldones que cubren los volúmenes sobresalientes. Y se remata con un lucernario central, con una crestería de diseño geométrico, en clave vienesa.
En cuanto a la composición de las fachadas, la casa dispone de planta baja a modo de potente basamento, dos plantas superiores y planta bajocubierta. La planta baja es de servicio, y eso se refleja en su tratamiento diferenciado del resto de las plantas: el paramento se inclina en forma de talud, con menor proporción vano-macizo y distinto tratamiento de la piedra. Por el contrario, las plantas superiores se caracterizan por una gran proporción vano-macizo, especialmente en las fachadas mejor orientadas, y sobre todo, por estar rasgadas verticalmente por grandes vanos, que enlazan las dos plantas. Estos vanos continuos de dos plantas de altura, se cierran con carpinterías de madera, y gran parte de ellos también con antepechos de herrería con motivos geométricos, todo ello de inspiración vienesa. Se utiliza una sillería finamente labrada en los esquinales, zócalo e imposta del basamento, recercos de vanos de las plantas superiores y en dinteles de los inferiores. En plantas superiores se cierran los paños con mampuesto recubierto por una tirolesa, que desaparece en la fachada principal, debido a la apertura de grandes vanos. En su fachada principal se dispone una escalera imperial, que permite salvar la diferencia de cota generada por el basamento, y alcanzar el acceso dispuesto en la planta primera.
El inmueble dispone de una estructura de muros portantes, que interiormente son dos muros paralelos a los de las fachadas principal y trasera. Estos dos muros centrales dividen las plantas en tres crujías, siendo la más ancha la primera desde la entrada, y la más estrecha la central. En la mayor, la que dispone de mejor orientación (SW), se disponen los espacios más nobles o representativos de la casa, tales como el portal, los salones, el comedor, y los dormitorios principales. La crujía central alberga espacios de circulación. En la crujía trasera conviven espacios servidores, tales como las cocinas, con dormitorios y las escaleras. No obstante, esta organización según la estructura está atravesada perpendicularmente por un eje central que organiza los recorridos de la casa: una vez hemos ascendido la escalera imperial exterior, accedemos lateralmente a un anteportal, y desde ahí sucesivamente al portal, el vestíbulo, y la escalera, en el otro extremo del eje. Se trata de una escalera imperial de madera, que ocupa un espacio a doble altura, iluminado por tres ventanales, con vidrieras de colores. Esta escalera nos devuelve a un vestíbulo que ocupa la franja central en la planta superior. Ese vestíbulo está iluminado cenitalmente por medio de una gran vidriera que tamiza la luz del lucernario, y está separado de la escalera por medio de dos puertas insertas en una carpintería de madera y vidrio.
Los espacios y elementos compositivos al interior están en consonancia con la calidad de las fachadas. Hay que destacar los empanelados de madera que cubren las paredes a media altura, los trabajos en escayola en techos y las vidrieras. En los empanelados se recurre a dibujos de formas geométricas, que varían de unos espacios a otros. En cuanto a las escayolas, se realiza un amplio repertorio de elementos (plafones, cornisas, molduras...) que responden a variantes modernistas o eclécticas. Las vidrieras se utilizan en el espacio de la escalera y en el vestíbulo superior, y responden a un proyecto del vidriero bilbaíno Amadeo Deprit, de 1907, de gran valor artístico.
La verja de cierre de la parcela responde asimismo a un diseño en clave vienesa, con pilarones de rotundas formas cúbicas en los extremos.